# Qualificazioni al campionato mondiale di calcio 2010 - CAF - Seconda fase, gruppo 5

## Classifica
| Paese   | P.ti | G | V | P | S | GF | GS | DR  |
| ------- | ---- | - | - | - | - | -- | -- | --- |
| Ghana   | 12   | 6 | 4 | 0 | 2 | 11 | 5  | 6   |
| Gabon   | 12   | 6 | 4 | 0 | 2 | 8  | 3  | 5   |
| Libia   | 12   | 6 | 4 | 0 | 2 | 7  | 4  | 3   |
| Lesotho | 0    | 6 | 0 | 0 | 6 | 2  | 16 | -14 |

- Il  Ghana e il  Gabon passano alla fase finale.

## Risultati

### Primo turno
| Arbitro: | John Mendy |

|                      |           |  |
| Do Marcolino 45’ 63’ | Marcatori |  |

| Arbitro: | Eddy Maillet |

|                                     |           |  |
| Tagoe 17’ J. Agogo 54’ Kingston 64’ | Marcatori |  |

### Secondo turno
| Arbitro: | Michel Gasingwa |

|                    |           |                               |
| Muso 89’ Seema 90’ | Marcatori | 15’ Kingston 41’ 63’ M. Agogo |

| Arbitro: | Ibrahim Chaibou |

|                       |           |  |
| Brou Apanga 5’ (aut.) | Marcatori |  |

### Terzo turno
| Arbitro: | Mohamed Benouza |

|                        |           |  |
| Meye 45+1’ N'Guéma 59’ | Marcatori |  |

| Arbitro: | Kenias Marange |

|  |           |           |
|  | Marcatori | 85’ Osman |

### Quarto turno
| Arbitro: | Aouaz Trabelsi |

|                                               |           |  |
| Salah 3’ Dawood 50’ Al Shibani 68’ Shaban 80’ | Marcatori |  |

| Arbitro: | Jérôme Damon |

|                       |           |  |
| Tagoe 31’ Muntari 75’ | Marcatori |  |

### Quinto turno
| Arbitro: | Koman Coulibaly |

|           |           |  |
| Osman 86’ | Marcatori |  |

| Arbitro: | Essam Abd El Fatah |

|  |           |                                    |
|  | Marcatori | 56’ Ecuele 72’ Meye 94’ Mbanangoye |

### Sesto turno
| Arbitro: | Daniel Bennett |

|                |           |  |
| Mbanangoye 82’ | Marcatori |  |

| Arbitro: | Khalid Abdel Rahman |

|                                      |           |  |
| Appiah 19’ M. Agogo 24’ M. Amoah 62’ | Marcatori |  |